# Карл Везерс
Карл Везерс (англ. Carl Weathers; 14 січня 1948 — 1 лютого 2024) — американський актор, продюсер, режисер і колишній професійний футболіст. Везерс найбільш відомий ролями Аполло Кріда в серії фільмів «Роккі», Джорджа Діллона в «Хижаку», Чаббса Петерсона у «Щасливці Гілморі» і «Ніккі, диявол-молодший», а також тим, що зіграв екранну версію самого себе у комедійному серіалі «Уповільнений розвиток».

## Біографія
Карл Везерс народився 14 січня 1948 року. До акторської кар'єри займався американським футболом. Він грав за «Оукленд Райдерс», а між сезонами ставав актором місцевого театру. Потім на деякий час він переїхав в Канаду, щоб грати за «Левів Британської Колумбії», але в 1974-му році покінчив зі спортом, вирішивши присвятити весь свій час акторській кар'єрі. Перша значна роль — у фільмі «Роккі» боксера Аполло Кріда.

### Особисте життя
У Везерса та його колишньої дружини Мері Енн є два сини.

### Фільмографія

#### Актор
- 1970 — «МакКлауд»
- 1971 — «Cannon»
- 1971 — «Кунг-фу»
- 1971 — «Вулиці Сан-Франциско»
- 1973 — «Barnaby Jones»
- 1974 — «Людина на шість мільйонів доларів»
- 1974 — «Добрі часи»
- 1975 — «П'ятниця Фостер»
- 1975 — «Bucktown»
- 1975 — «S. W. A. T.»
- 1975 — «Старскі і Гатч»
- 1975 — «Суботнім вечором в прямому ефірі»
- 1976 — «Роккі»
- 1976 — «4 двійки»
- 1976 — «Серпіко»
- 1977 — «Близькі контакти третього ступеня»
- 1977 — «Крутий наполовину»
- 1977 — «Tales of the Unexpected»
- 1977 — «Hostage Heart, The»
- 1978 — «Загін 10 з Наварон»
- 1978 — «Bermuda Depths, The»
- 1979 — «Роккі 2»
- 1981 — «Смертельна полювання»
- 1982 — «Роккі 3»
- 1985 — «Роккі 4»
- 1985 — «Вгакег»
- 1986 — «Defiant Ones, The»
- 1987 — «Хижак»
- 1988 — «Бойовик Джексон»
- 1988 — «Опівнічна спека»
- 1990 — «Небезпечна пристрасть»
- 1991 — «Вулиці Правосуддя»
- 1992 — «Ураган Сміт»
- 1994 — «In the Heat of the Night: Who Was Geli Bendl?»
- 1994 — «In the Heat of the Night: A Matter of Justice»
- 1994 — «В серці ночі: Дай мені своє життя»
- 1994 — «Швидка допомога»
- 1995 — «Оперативний центр Тома Кленсі»
- 1995 — «In the Heat of the Night: By Duty Bound»
- 1995 — «In the Heat of the Night: Grow Old Along with Me»
- 1996 — «Щасливчик Гілмор»
- 1997 — «Напад на Острів Диявола»
- 1999 — «Elevator Seeking»
- 1999 — «Напад на Острів Диявола 2: Гора Смерті»
- 2000 — «Ніккі, диявол-молодший»
- 2002 — «Вісім божевільних ночей»
- 2002 — «Щит»
- 2004 — «Балто 3: Крила змін»
- 2005 — «Облога прибульців»
- 2006 — «Банда снігової людини»
- 2007 — «Месники»
- 2008 — «Фу екшн»
- 2009 — «Брати»
- 2010 — «Life in the Fastlane»
- 2012 — «Американський бойовий корабель»
- 2016 — «Колонія»
- 2017 — «Правосуддя Чикаго»
- 2019 — «Мандалорець»

#### Відеоігри
- 2005 — Mercenaries: Playground of Destruction — полковник Семюел Гарретт (голос)
- 2015 — Mortal Kombat X (DLC) — Джакс (голос)

#### Режисер
- 1991 — «Шовкові мережі»
- 2000 — «Шина»
- 2002 — «Для людей»

#### Продюсер
- 1986 — «Defiant Ones, The»